# El Queraüt
El Queraüt és una muntanya de 1.181 metres que es troba entre els municipis de les Valls d'Aguilar i de Montferrer i Castellbò, a la comarca de l'Alt Urgell.